# Egnasia dolabrata
Egnasia dolabrata is een vlinder uit de familie spinneruilen (Erebidae). De wetenschappelijke naam is voor het eerst geldig gepubliceerd in 1958 door Berio.
De soort komt voor in tropisch Afrika.